# Vídeňská úmluva o smluvním právu

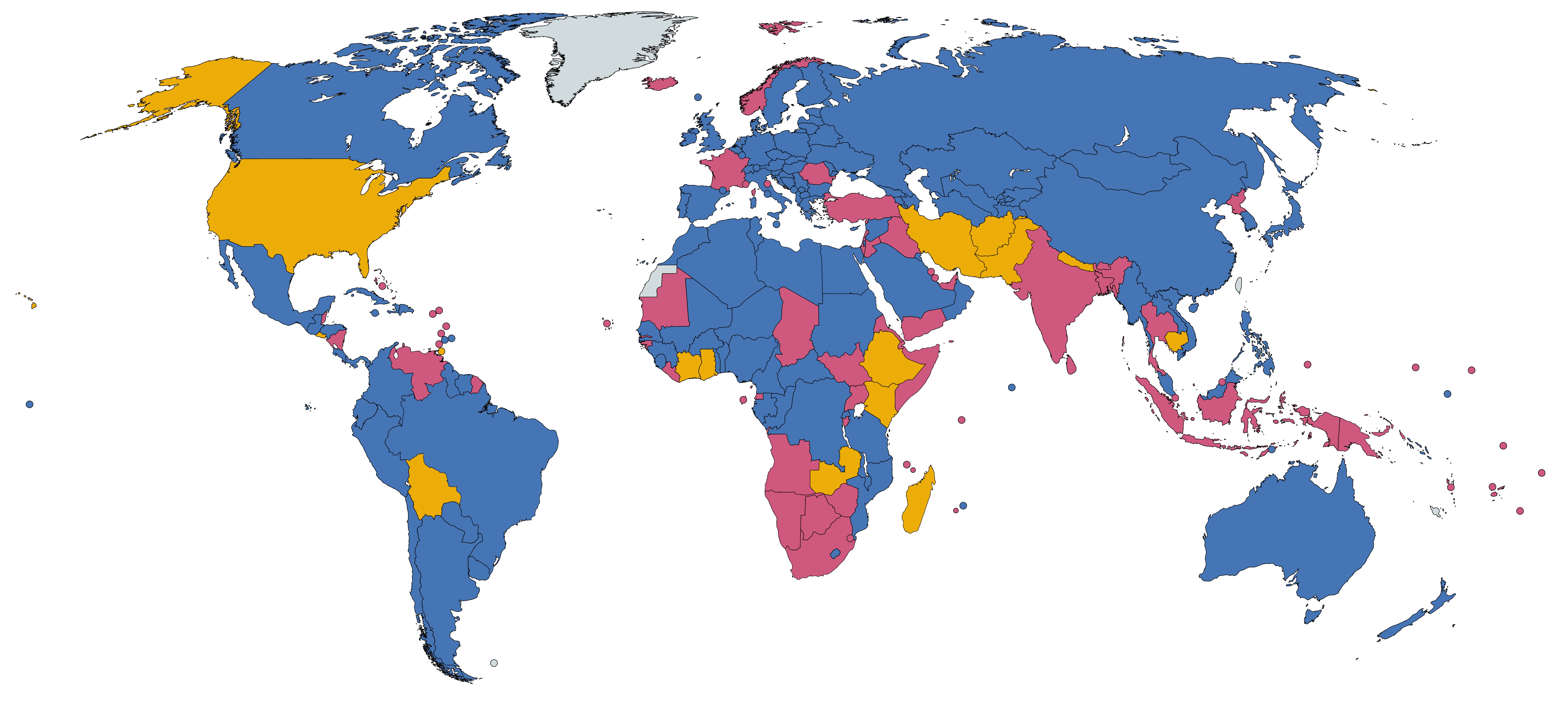
Členové Vídeňské úmluvy v roce 1969.

Vídeňská úmluva o smluvním právu patří k nejdůležitějším mezinárodním smlouvám.
Byla sjednána ve Vídni dne 23. května 1969 po dvacetileté kodifikační práci. Úmluva vstoupila v platnost dne 27. ledna 1980, pro Československo vstoupila v platnost dne 28. srpna 1987. Oficiální český překlad Úmluvy byl vyhlášen pod č. 15/1988 Sb.
Kodifikuje dosavadní obyčejové právo, týkající se sjednávání mezinárodních smluv, doplněné a rozšířené o nová ustanovení. Tato smlouva se vztahuje jen na smlouvy uzavřené mezi státy písemnou formou.